# Ariadna neocaledonica
Ariadna neocaledonica là một loài nhện trong họ Segestriidae.
Loài này thuộc chi Ariadna. Ariadna neocaledonica được Lucien Berland miêu tả năm 1924.